# Святой Нос (Бурятия)
Свято́й Нос (бур. Хилмын Хушуун) — упразднённый посёлок в Баргузинском районе Бурятии. Входил в городское поселение «Посёлок Усть-Баргузин».

## География
Располагался в 35 км к северо-западу от Усть-Баргузина (напрямую по акватории Баргузинского залива), на юго-западном мысу полуострова Святой Нос Нижнее Изголовье, на территории Забайкальского национального парка.

## История
В августе 2023 года внесен законопроект об упразднении поселка. Упразднён 16 ноября 2023 года Постановлением Народного Хурала Республики Бурятия.

## Население
| 2002 | 2010 |
| ---- | ---- |
| 0    | →0   |